# Gabriel Debeljuh
Gabriel Debeljuh (Pola, 28 settembre 1996) è un calciatore croato, attaccante dello Sepsi.

## Caratteristiche tecniche
Impiegato prevalentemente come centravanti, può giocare anche come seconda punta o trequartista.

## Carriera
Inizia a giocare nella squadra istriana del Rovigno, dove viene scoperto da Massimo Bava che nel 2013 lo porta nelle giovanili del Torino. Con la formazione Primavera dei granata vince uno scudetto e una supercoppa. Nel novembre 2015 subisce un grave infortunio al ginocchio che ne compromette l'intera stagione e al termine del campionato il Torino non lo riconferma.
Il 26 luglio 2016 firma un biennale con il Piacenza, ma dopo una sola stagione da riserva alle spalle di Andrea Razzitti e Niccolò Romero rescinde il contratto che lo legava agli emiliani per accasarsi al Mantova, militante in Serie D. Nel 2018 passa all'Este, con cui ritrova con frequenza la via del gol (11 reti in 31 partite),
Nel 2019 si trasferisce in Romania, all'Hermannstadt, con cui si lega fino al 2022. Nella massima serie rumena disputa una prima parte di stagione positiva, pur non evitando alla sua squadra la partecipazione alla poule retrocessione. Al termine della stagione, nella quale mette a segno 13 reti in 32 presenze complessive, si trasferisce al CFR Cluj con cui esordisce nelle coppe europee disputando i turni preliminari di Champions League. Nella formazione allenata da Dan Petrescu viene impiegato con continuità, contribuendo alla vittoria in campionato e Supercupa României.
Nell'agosto 2022 resta vittima di un infortunio al legamento crociato del ginocchio, che lo tiene lontano dai campi fino a febbraio; la gestione dell'infortunio genera contrasti tra la società e il calciatore, che non viene più impiegato fino a fine stagione. Nell'estate 2023 si trasferisce al Sepsi, sempre nella massima serie rumena.

## Statistiche

### Presenze e reti nei club
Statistiche aggiornate al 30 agosto 2024.
| Stagione        | Squadra         | Campionato      | Campionato | Campionato | Coppe nazionali | Coppe nazionali | Coppe nazionali | Coppe continentali | Coppe continentali | Coppe continentali | Altre coppe | Altre coppe | Altre coppe | Totale | Totale |
| Stagione        | Squadra         | Comp            | Pres       | Reti       | Comp            | Pres            | Reti            | Comp               | Pres               | Reti               | Comp        | Pres        | Reti        | Pres   | Reti   |
| --------------- | --------------- | --------------- | ---------- | ---------- | --------------- | --------------- | --------------- | ------------------ | ------------------ | ------------------ | ----------- | ----------- | ----------- | ------ | ------ |
| 2016-2017       | Piacenza        | LP              | 11         | 0          | CI-LP           | 1               | 0               | -                  | -                  | -                  | -           | -           | -           | 12     | 0      |
| 2017-2018       | Mantova         | D               | 30+1       | 3+1        | CI-D            | 2               | 1               | -                  | -                  | -                  | -           | -           | -           | 33     | 5      |
| 2018-2019       | Este            | D               | 31         | 11         | CI-D            | 1               | 1               | -                  | -                  | -                  | -           | -           | -           | 32     | 12     |
| 2019-2020       | Hermannstadt    | L1              | 20+10      | 8+4        | CR              | 2               | 1               | -                  | -                  | -                  | -           | -           | -           | 32     | 13     |
| 2020-2021       | CFR Cluj        | L1              | 23+9       | 7+1        | CR              | 1               | 0               | UCL+UEL            | 1+8                | 1+2                | SR          | 1           | 0           | 43     | 11     |
| 2021-2022       | CFR Cluj        | L1              | 27+9       | 9+5        | CR              | 0               | 0               | UCL+UEL+UECL       | 5+2+6              | 2+1+2              | SR          | 1           | 0           | 50     | 19     |
| 2022-2023       | CFR Cluj        | L1              | 4          | 2          | CR              | 0               | 0               | UCL+UECL           | 2+4                | 0+1                | SR          | 0           | 0           | 10     | 3      |
| Totale CFR Cluj | Totale CFR Cluj | Totale CFR Cluj | 72         | 24         |                 | 1               | 0               |                    | 28                 | 9                  |             | 2           | 0           | 103    | 33     |
| 2023-2024       | Sepsi           | L1              | 18+10      | 3+5        | CR              | 1               | 0               | UECL               | 0                  | 0                  | SR          | 0           | 0           | 29     | 8      |
| 2024-2025       | Sepsi           | L1              | 5          | 2          | CR              | 0               | 0               | -                  | -                  | -                  | -           | -           | -           | 5      | 2      |
| Totale Sepsi    | Totale Sepsi    | Totale Sepsi    | 33         | 10         |                 | 1               | 0               |                    | 0                  | 0                  |             | 0           | 0           | 34     | 10     |
| Totale carriera | Totale carriera | Totale carriera | 208        | 61         |                 | 8               | 3               |                    | 28                 | 9                  |             | 2           | 0           | 246    | 73     |

## Palmarès

### Club

#### Competizioni giovanili
- Campionato Primavera: 1

Torino: 2014-2015
- Supercoppa Primavera: 1

Torino: 2015

#### Competizioni nazionali
- Campionato rumeno: 2

CFR Cluj: 2020-2021, 2021-2022
- Supercoppa di Romania: 2

CFR Cluj: 2020
Sepsi: 2023